# Эпсилон Персея
Эпсилон Персея (ε Per) – переменная звезда в созвездии Персея. Она имеет историческое название Адид Аустралис, что обозначает южнее поднятой руки.
ε Per является кратной звездой, состоящей из трех компонент. Главный компонент Эпсилон Персея A является переменной типа β Цефея и принадлежит к спектральному классу B0.5V, со средней видимой величиной 2,9m.
В системе имеется второй компонент Эпсилон Персея B, который находятся на угловом расстоянии 9,8 угловой секунды и вращается вокруг Эпсилон Персея A с периодом 16000 лет на расстоянии 1600 а. е. Он принадлежит к спектральному классу A2V и имеет видимую величину 8,8m.